# Shannon Pot
A Shannon Pot (ír nyelven: Lag na Sionna, azaz Shannon-medence) egy víztartó réteg táplálta, természetesen változó vízszintű tó (turlagh) Cuilcagh-hegyen, Írországban, Cavan megyében. A Shannon folyó forrása.
A 16 méter átmérőjű tó mélysége 9,5 m. A víz egy 2 m széles vágaton törik fel. A tavat földalatti vízfolyások táplálják, amelyek az északra fekvő Cuilcagh-hegy lejtőin erednek.
A Shannon folyó Sionnnanról Manannan Mac Lir, a tengerek istenének unokájáról kapta a nevét. A legendák szerint erre a helyre jött, hogy egyen a Tudás Fájának tiltott gyümölcséből. Amint elkezdte a gyümölcsöt enni, hirtelen egy tó keletkezett mely elborította őt és a víz végigvonszolta az országon. Így született meg a Shannon folyó.